# Ferrand Martínez
Ferrand Martínez fue canónigo de Toledo y secretario de la cancillería de Alfonso X el Sabio y Sancho IV de Castilla y vivió en la segunda mitad del siglo XIII. Es reconocido por gran parte de la crítica literaria como el autor del Libro del cavallero Zifar.

## Biografía
La autoría de Ferrand Martínez para el Zifar tiene su origen en un cuento o exemplum que conforma el prólogo de dicho libro, en el que se cuenta con detalles históricamente comprobados una historia en la que aparece con gran protagonismo el tal Ferrand Martínez aunque aludido en tercera persona. La veracidad y minucia de los detalles biográficos e históricos que de él se cuentan ha hecho pensar a gran parte de la crítica, desde que Marcelino Menéndez Pelayo lo postulara en Orígenes de la novela hasta nuestros días, que el autor mismo era este Ferrán o Ferrand Martínez. 
Francisco José Hernández, en su artículo «Ferrán Martínez, "escrivano del rey", canónigo de Toledo y autor del Libro del Cavallero Zifar» encontró pruebas documentales de que un tal Ferrán Martínez, canónigo de Toledo es la misma persona que un homónimo personaje que fue sellador y escribano de los reyes Alfonso X y Sancho IV y que fue expulsado de la cancillería real en 1295. Según sus investigaciones, Ferrán Martínez estuvo en Italia entre 1296 y 1298 y pudo escribir el Zifar entre 1300 y 1304. Para este autor, muchos de los conocimientos jurídicos y cancillerescos que se reflejan en el decurso de la obra reflejan la formación e intereses de un clérigo letrado como Ferrand Martínez. Asimismo, muchos acontecimientos del Zifar serían trasposiciones a la ficción de acontecimientos de la época vividos por su autor, comenzando por los más evidentes del prólogo, donde aparece el arzobispo de Toledo Gonzalo García Gudiel (un personaje histórico auténtico) y referencias a un jubileo que efectivamente tuvo lugar en 1300, además de otros personajes históricos, como Fernando, arzobispo de Calahorra del que señala el prólogo una fecha de muerte coincidente con la histórica.
Juan Manuel Cacho Blecua, sin embargo, rechaza que el personaje del cuento fuera el autor del Libro del cavallero Zifar en su artículo «Los problemas del Zifar», aduciendo que era habitual la inclusión de un exemplum en el prólogo, pues era uno de los procedimientos de inicio de una obra que se recomendaba en las artes poeticae para el ordo artificialis, como refleja Brunetto Latini en el Libro del Tesoro, quien dice que el prólogo debe incluir «un enxiemplo o proverbio o sentençia o autoridat de los sabios». Por todo ello, Juan Manuel Cacho Blecua concluye que Ferrán Martínez no debió escribir el Libro del cavallero Zifar, pero sin duda tuvo una estrecha relación con el autor y con los círculos toledanos cercanos a la cancillería real.